# 四津井宏至
四津井 宏至（よつい ひろし、1942年 - ）は富山県高岡市生まれの経営者。高岡市の伝統工芸である高岡銅器を製作する企業の経営にあたり、高岡銅器組合理事長や伝統産業全国組織副理事長など歴任する。2006年に黄綬褒章を受章している。現職は四津井会長である。

## 略歴
- 1966 富山大学経済学部卒
- 1966 四津井商店 (933-0955富山県高岡市瑞穂町3-5)に入社
- 1989 四津井 社長就任
- 2013 四津井 会長

### 社会活動
- 1990 高岡銅器組合 専務理事就任
- 1995 高岡銅器組合 理事長就任
- 1997 伝統工芸高岡銅器振興協同組合理事長就任
- 2001 伝統産業全国組織副理事長就任
- 2004 伝統産業全国大会富山県で開催

### 受賞
- 2001 高岡市市民功労賞
- 2005 富山県功労者表彰
- 2005 経済産業大臣表彰
- 2006 黄綬褒章